# Davea delphinensis
Davea delphinensis är en fjärilsart som beskrevs av Pierre E.L. Viette 1966. Davea delphinensis ingår i släktet Davea och familjen nattflyn. Inga underarter finns listade i Catalogue of Life.